# HMS King Alfred (établissement terrestre)
Le HMS King Alfred est un établissement terrestre de la Royal Naval Reserve à Portsmouth, en Angleterre. L'unité compte plus de 200 réservistes et fournit des installations de formation à d'autres unités hébergées, y compris la réserve locale des Royal Marines Reserve (RMR) de la ville de Londres (détachement de Portsmouth) et l'unité locale de l'University Royal Naval Unit (en) (URNU).

## Historique
Le premier HMS King Alfred a fonctionné de 1939 à 1946 à Hove dans le Sussex de l'Est (HMS King Alfred (1939 shore establishment) (en)
Le second HMS King Alfred a ouvert le 1er avril 1994 sur Whale Island et a été mis en service le 8 juin de la même année, remplaçant les unités fermées du HMS Sussex et du HMS Wessex. 
En avril 2021, il a déménagé dans la "Semaphore Tower" rénovée, au sein du HMNB Portsmouth.
L'unité est affiliée à l'unité navale royale de l'Université de Southampton et à la force combinée des cadets du Bearwood College (en) et assure une représentation locale lors d'événements tels que le Ship Festival, à Chichester; et les services du dimanche du Souvenir à Portsmouth et Hove. Les membres de l'unité sont également détenteurs honoraires de la liberté de la ville de Portsmouth. Penny Mordaunt, députée locale et ancienne secrétaire d'État à la Défense, y a été sous-lieutenant par intérim de 2010 à 2015.